# Olivia Sanchez
Olivia Sanchez (Párizs, 1982. november 17. –) francia teniszezőnő. Legjobb világranglista-helyezését 2008 júniusában érte amikor kilencvenedik volt. Egyéniben hét, párosban egy ITF-tornát nyert.

## Eredményei Grand Slam-tornákon

### Egyéniben
| Torna           | 2008   | 2007   |
| --------------- | ------ | ------ |
| Australian Open | -      | -      |
| Roland Garros   | 2. kör | 1. kör |
| Wimbledon       | -      | -      |
| US Open         | 1. kör | 1. kör |

## Év végi világranglista-helyezései
| Év       | 1998 | 1999 | 2000 | 2001 | 2002 | 2003 | 2005 | 2006 | 2007 | 2008 |
| Helyezés | 711. | 547. | 430. | 387. | 366. | 304. | 639. | 198. | 138. | 151. |